# Wuke
Wuke är en socken i Kina. Den ligger i provinsen Sichuan, i den sydvästra delen av landet, omkring 360 kilometer söder om provinshuvudstaden Chengdu. Antalet invånare är 1 863. Befolkningen består av 912 kvinnor och 951 män. Barn under 15 år utgör 34 %, vuxna 15-64 år 59 %, och äldre över 65 år 6,0 %.
Genomsnittlig årsnederbörd är 1 233 millimeter. Den regnigaste månaden är juli, med i genomsnitt 279 mm nederbörd, och den torraste är januari, med 6 mm nederbörd.